# Championnat des Bermudes de football 2020-2021
Navigation
Édition précédente Édition suivante
La saison 2020-2021 du Championnat des Bermudes de football est la cinquante-huitième édition de la Bermudian Premier Division, le championnat de première division aux Bermudes. Les onze meilleures équipes des îles sont regroupées en une poule unique.
Les North Village Rams sont le tenant du titre.
Si l'ouragan Teddy a retardé le lancement du championnat en septembre 2020, c'est encore une fois la pandémie de Covid-19 qui affecte cette saison de football puisque le 7 décembre, toute compétition sportive est suspendue. Le 15 mars, par un vote de 11 contre 10, il est décidé de mettre un arrêt définitif à cette édition 2020-2021, sans relégation, promotion ou vainqueur.

## Les équipes participantes
| \| Zebras Robin Hood Hornets Cougars Warriors Rams Trojans Rangers Eagles Devonshire Colts St. George's Colts \| Localisation des équipes engagées. |
| Zebras Robin Hood Hornets Cougars Warriors Rams Trojans Rangers Eagles Devonshire Colts St. George's Colts                                          |

| Club                | Classement 2019-2020 | Paroisse       | Stade                       |
| ------------------- | -------------------- | -------------- | --------------------------- |
| North Village Rams  | Champion             | Pembroke       | Bernard's Park              |
| Dandy Town Hornets  | 2e                   | Pembroke       | St John's Field             |
| Robin Hood          | 3e                   | Pembroke       | Goose Gosling Field         |
| PHC Zebras          | 4e                   | Warwick        | PHC Field                   |
| Somerset Trojans    | 5e                   | Sandys         | Somerset Cricket Club Field |
| Southampton Rangers | 6e                   | Southampton    | Southampton Oval            |
| Devonshire Cougars  | 7e                   | Devonshire     | Devonshire Recreation Club  |
| X-Roads Warriors    | 8e                   | Saint George's | Garrison Field              |
| Somerset Eagles     | 9e                   | Sandys         | White Hill Field            |
| Devonshire Colts    | Champion de D2       | Devonshire     | Police Recreation Field     |
| St. George's Colts  | Vice-champion de D2  | Saint George's | Wellington Oval Field       |

Légende des couleurs
- Tenant du titre
- Promu de Premier Division

## Compétition
Le barème utilisé pour établir le classement est le suivant :
- Victoire : 3 points
- Match nul : 1 point
- Défaite : 0 point

### Classement
Voici le classement au moment de son arrêt définitif. Initialement, les trois dernières équipes sont reléguées en deuxième division.
| Rang | Équipe               | Pts | J | G | N | P | Bp | Bc | Diff |
| ---- | -------------------- | --- | - | - | - | - | -- | -- | ---- |
| 1    | Robin Hood           | 22  | 8 | 7 | 1 | 0 | 26 | 5  | +21  |
| 2    | Devonshire Cougars   | 17  | 9 | 5 | 2 | 2 | 17 | 7  | +10  |
| 3    | PHC Zebras           | 17  | 9 | 5 | 2 | 2 | 17 | 14 | +3   |
| 4    | Dandy Town Hornets   | 14  | 7 | 4 | 2 | 1 | 15 | 9  | +6   |
| 5    | Somerset Trojans     | 14  | 8 | 4 | 2 | 2 | 8  | 8  | 0    |
| 6    | North Village Rams T | 11  | 8 | 3 | 2 | 3 | 10 | 12 | -2   |
| 7    | Devonshire Colts P   | 8   | 8 | 2 | 2 | 4 | 15 | 13 | +2   |
| 8    | Southampton Rangers  | 8   | 8 | 2 | 2 | 4 | 8  | 12 | -4   |
| 9    | X-Roads Warriors     | 5   | 1 | 2 | 5 | 7 | 17 |    |      |
| 10   | St. George's Colts P | 4   | 8 | 1 | 1 | 6 | 5  | 13 | -8   |
| 11   | Somerset Eagles      | 3   | 7 | 1 | 0 | 6 | 6  | 24 | -18  |

|  | Champion des Bermudes 2020-2021                 |
|  | Relégation en First Division                    |
|  | T : Tenant du titre P : Promu de First Division |

### Résultats
Voici le tableau récapitulatif des rencontres jouées avant la suspension puis l'arrêt de la compétition. Deux rencontres, siglées « ABD » ont été abandonnées en raison d'un terrain impraticable et n'ont pas pu être remise en raison de la suspension du championnat quelques jours plus tard.
| Résultats (▼dom., ►ext.)                                   | DTH | DCO | DVC | NVR | PHC | RBH | SSE | SST | SOU | SGC | XRW |
| Dandy Town Hornets                                         |     | 2-0 | -   | 2-2 | -   | -   | 5-0 | -   | -   | ABD | 1-0 |
| Devonshire Colts                                           | -   |     | 0-0 | -   | -   | -   | -   | 1-2 | 2-3 | 4-2 | -   |
| Devonshire Cougars                                         | -   | -   |     | -   | 3-1 | 0-1 | 5-1 | 2-2 | 3-0 | -   | -   |
| North Village Rams                                         | -   | 2-1 | -   |     | -   | -   | ABD | -   | -   | 1-0 | 2-2 |
| PHC Zebras                                                 | -   | 2-2 | -   | -   |     | 1-6 | -   | -   | -   | 2-1 | -   |
| Robin Hood                                                 | 5-1 | -   | -   | 3-0 | -   |     | 4-1 | 2-0 | 2-2 | -   | -   |
| Somerset Eagles                                            | -   | 0-4 | -   | -   | 1-3 | -   |     | -   | -   | -   | 3-2 |
| Somerset Trojans                                           | 1-3 | -   | -   | 1-0 | 0-0 | -   | 1-0 |     | -   | -   | -   |
| Southampton Rangers                                        | 1-1 | -   | -   | 0-2 | 0-1 | -   | -   | -   |     | 0-1 | -   |
| St. George's Colts                                         | -   | -   | 0-1 | -   | -   | 0-3 | -   | 0-1 | -   |     | 1-1 |
| X-Roads Warriors                                           | -   | 2-1 | 0-3 | -   | 0-4 | -   | -   | -   | 0-2 | -   |     |
| - Victoire à domicile - Match nul - Victoire à l'extérieur |     |     |     |     |     |     |     |     |     |     |     |

## Bilan de la saison
| Championnat des Bermudes de football 2020-2021 |                   |
| Champion                                       | Titre non décerné |
| Coupes et trophées                             |                   |
| Vainqueur de la Coupe des Bermudes 2020-2021   | Arrêtée           |
| Qualifications continentales                   |                   |
| Caribbean Club Shield 2022                     | À déterminer      |
| Promotions et relégations                      |                   |
| Promus en Premier Division                     | Pas de promotion  |
| Relégués en First Division                     | Pas de relégation |